# RQ-2先鋒無人機
RQ-2先鋒無人機（英語：Pioneer）是一款由AAI公司和以色列航太工業共同研製的無人航空載具，並曾服役於美國與以色列軍隊之中（目前僅剩美國海軍陸戰隊還在使用）。
該無人機最初在愛荷華號戰艦上進行測試，後來在愛荷華級戰艦上進行火炮射擊觀測，後期任務則逐漸發展為兩棲部隊偵察和監視。
AAI公司和以色列航太工業的首次合作產物為Tadiran Mastiff，而後兩者又以以色列航太工業的IAI偵查無人機為基礎，升級而來。而為達成美國軍方的要求，AAI將發動機將型升級，將原本的Limbach兩缸兩衝程發動機被換成了Fichtel & Sachs的兩缸兩衝程發動機。

## 發展

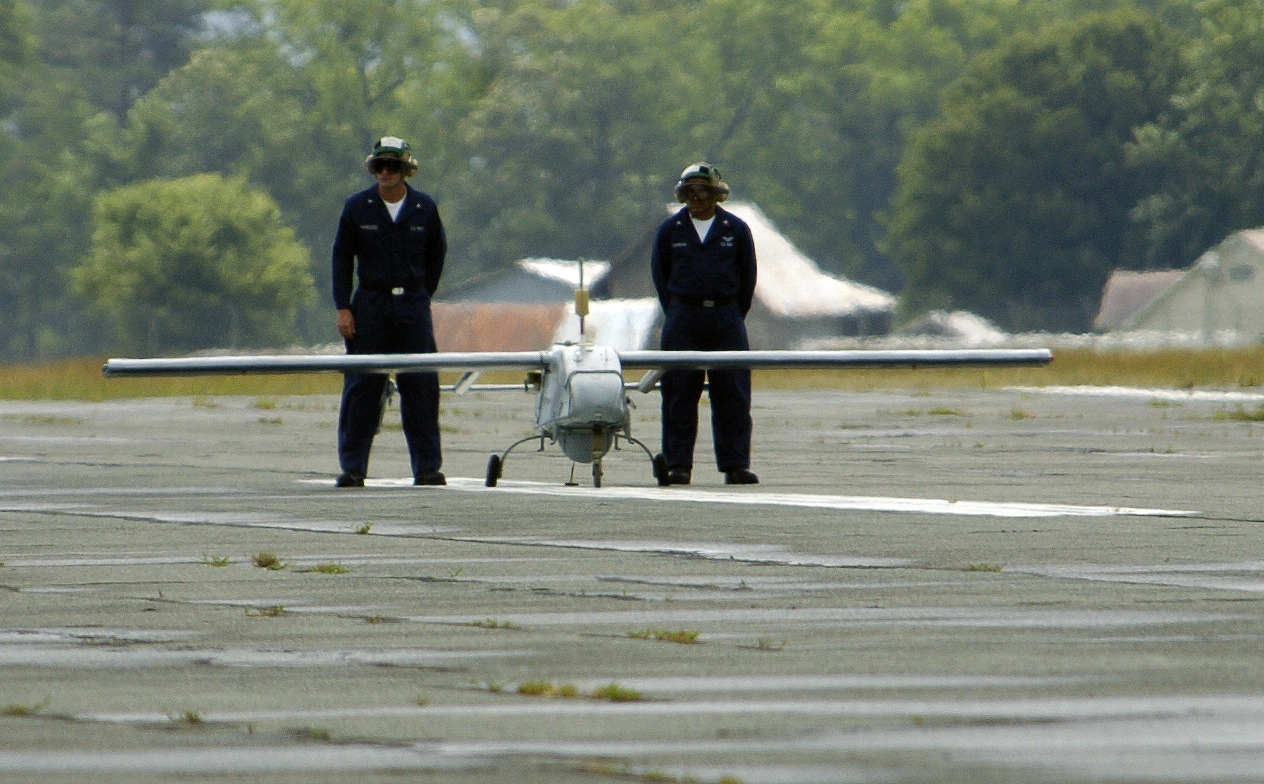
RQ-2B

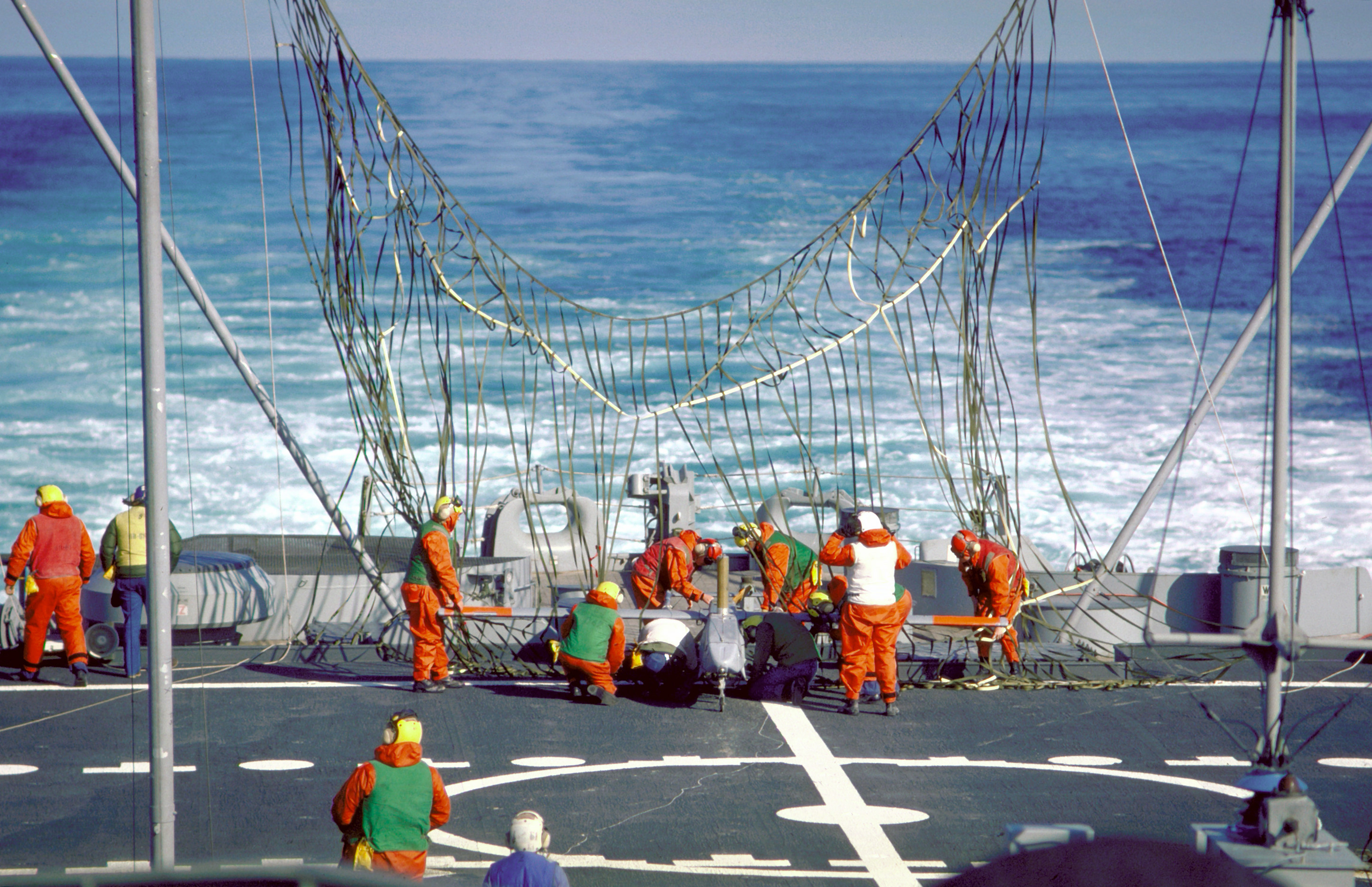
正在於愛荷華號戰艦上回收RQ-2 的組員

先鋒無人機可以通過火箭助推（艦上）、彈射器，或從跑道起飛，並且在執行任務後可以通過網（艦上）或阻攔索回收。先鋒無人機的載荷為75-pound (34 kg)，並能飛行5小時。
先鋒無人機在日間或夜間皆能進行偵察任務，配備為裝在平衡環架上的電光/紅外線（EO/IR）傳感器，並通過C波段的視距（LOS）數據鏈路實時傳輸模擬視訊。自1991年以來，先鋒無人機參與了波斯灣戰爭、索馬利亞（第二次聯合國索馬里行動）、波斯尼亞、科索沃及伊拉克等衝突中的偵察任務。至2005年，海軍和陸戰隊各操作兩套先鋒系統（一套用於訓練），每套系統配備五架（或更多）。先鋒也曾服役於以色列和新加坡共和國空軍。美國海軍於2007年退役了先鋒，並被暗影無人機取代。
先鋒無人機最著名的或許是其在1991年海灣戰爭中的作用。當時愛荷華級戰艦威斯康辛號戰艦發射了一架先鋒無人機，觀察到駐守在法拉卡島上的伊拉克軍隊在遭受密蘇里號戰艦攻擊其戰壕後不久便投降。當海軍官員提議將一架先鋒轉交給史密森尼學會時，美國國家航空太空博物館的策展人特別要求那架在海灣戰爭中令伊拉克軍隊投降的無人機。

## 用戶
美国
- 美國海軍陸戰隊

 斯里蘭卡
- 斯里蘭卡空軍
- 斯里蘭卡海軍

### 已退役
美国
- 美國陸軍[2]
- 美國海軍[3][4]

## 外部連結
- IAI/AAI RQ-2 Pioneer （页面存档备份，存于）